# Cheilanthes rufopunctata
Cheilanthes rufopunctata là một loài thực vật có mạch trong họ Adiantaceae. Loài này được Rosenst. miêu tả khoa học đầu tiên năm 1913.